# Tame Impala EP
Tame Impala je druhé eponymní EP psychedelic rockové skupiny Tame Impala. Dosáhlo 1. příčky v hitparádě Australian Independent Record Labels (AIR) a 10. místa v hitparádě ARIA Physical Singles Chart. Album obsahuje 3 vydané singly: „Desire Be, Desire Go“, „Half Full Glass of Wine“ a „Skeleton Tiger“. Skladba „Half Full Glass of Wine“ se umístila na 75. místě hitparády Triple J Hottest 100 a stala se součástí kompilačního CD/DVD Hottest 100. EP se v roce 2013 dočkalo znovuvydání ve vinylové podobě.

## Nahrávání
Skladby na EP byly vybrány ze seznamu 20 písní, které zpěvák kapely, Kevin Parker, nahrál v roce 2003 a zaslal je vydavatelství Modular Recordings. Parker v rozhovoru sdělil: „Většina těch skladeb umístěných na EP neměla být nikdy slyšena. Nahrál jsem je jen pro potěšení své a některých mých kamarádů, kteří si je vypálili na CD a přehrávali je v autě.“ Parker také odhalil, že „EP nebylo ani zdaleka nahráváno jako typické EP. Písně, které byly umístěny na ono EP, nebyly nahrávány ve stejný čas. Nahrával jsem je během několika let.“

## Obal EP
Originální obal, který vytvořil Kevin Parker, zmátl fanoušky kvůli názvu samotného EP. Ti věřili, že se EP nazývá Antares Mira Sun. Obrázek na obalu alba je interpretací slajdu, který Parker viděl během astronomické prezentace, která ukazovala rozdíl ve velikostech hvězd Antares, Mira a Slunce. „Obal byl zamýšlen jako kresba; interpretace diagramu, takže ty popisky jsou tam jen kvůli tomu, aby onen diagram dával nějaký smysl. A světe div se! najednou vycházely recenze říkající ,,A nové EP skupiny Tame Impala s názvem 'Antares, Mira, Sun“."

## Seznam skladeb
Všechny skladby napsal(i) Kevin Parker. 
| Pořadí         | Název                                    | Délka |
| -------------- | ---------------------------------------- | ----- |
| 1.             | Desire Be, Desire Go                     | 4:10  |
| 2.             | Skeleton Tiger                           | 4:25  |
| 3.             | Half Full Glass of Wine                  | 4:26  |
| 4.             | Forty One Mosquitoes Flying in Formation | 4:18  |
| 5.             | Slide Through My Fingers                 | 3:20  |
| Celková délka: | Celková délka:                           | 20:41 |

Bonusové skladby
| Pořadí         | Název          | Délka |
| -------------- | -------------- | ----- |
| 14.            | Wander         | 5:13  |
| Celková délka: | Celková délka: | 25:54 |

## Obsazení
- Kevin Parker - zpěv a veškeré instrumenty ke všem skladbám, kromě:
- Jay Watson - bubny na bonusové skladbě „Wander“

## Produkce
- Kevin Parker - producent, mix a obal desky
- Mandy Parnell - mastering
- Greg Moore - mastering (12" vinylová edice)